# 旅順新港駅
旅順新港駅（りょじゅんしんこうえき）は中華人民共和国遼寧省大連市旅順口区に位置する大連地下鉄12号線の駅である。

## 駅構造
- 相対式ホーム2面2線の高架駅。

## 駅周辺
- 旅順新港 - 埠頭までは5分位歩く
- 約1km北西に渤海鉄道連絡船の旅順西駅がある。

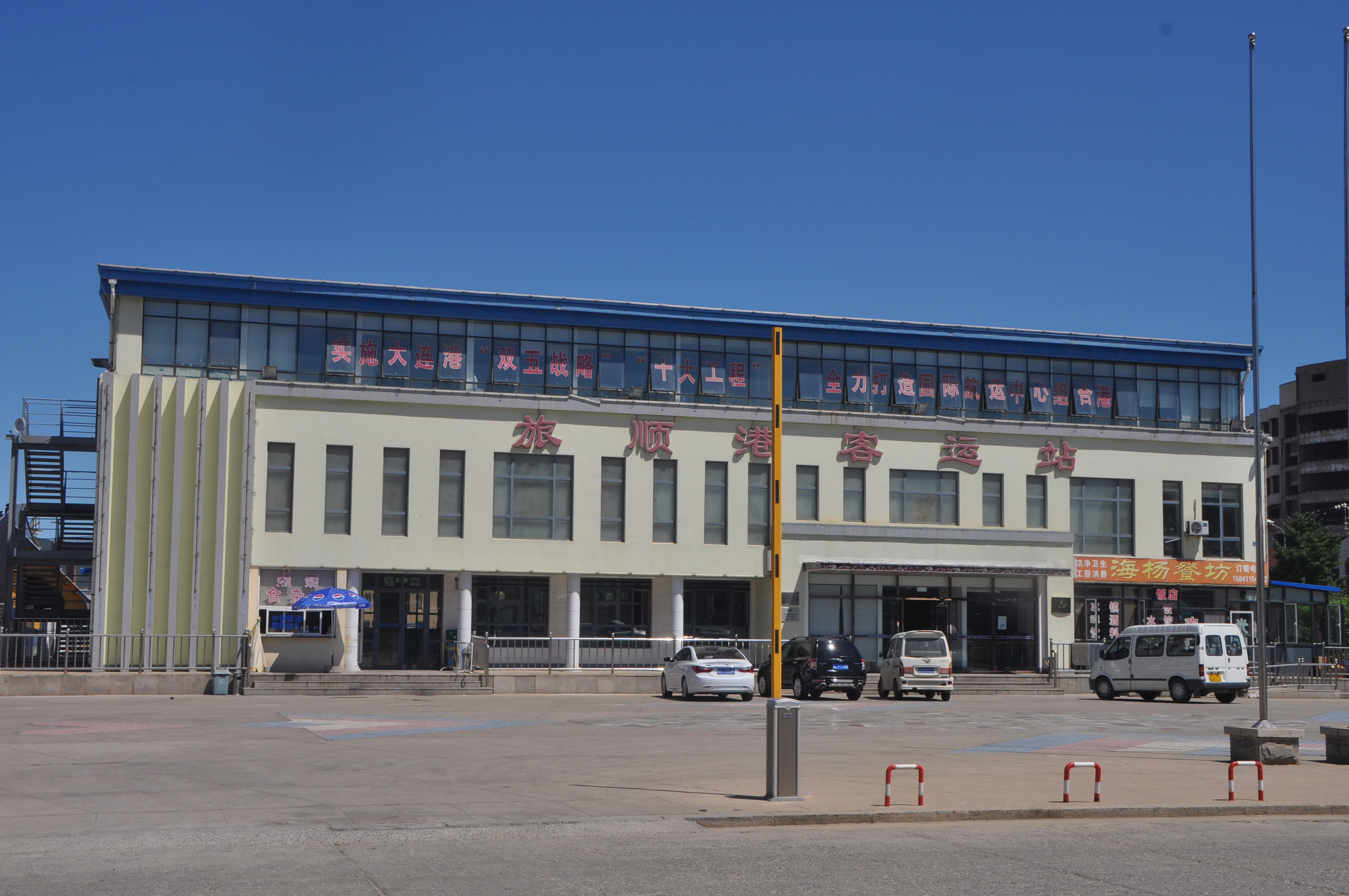
駅の向かいの旅順新港待合ビル

旅順口区内へのバス利用の際は、旅順駅か鉄山鎮駅からの方が便利である。

## 歴史
- 2014年5月1日 - 開業。

## 隣の駅
大連公交客運集団有限公司
■大連地下鉄12号線（202路延伸線）
鉄山駅 - 旅順新港駅